# 林怡 (清朝)
林怡（?—?），字仲怡，福建省福州府侯官縣人，清朝政治人物、同進士出身。
光緒二十年（1894年），参加光緒甲午科殿試，登進士三甲44名。同年五月，以禮部主事分部学习
。
夫人為乾隆壬子科（1792）舉人福州閩侯陳宸書第5子陳濂之女。